# Ministerium für religiöse Stiftungen und Religionsangelegenheiten (Oman)
Das Ministerium für religiöse Stiftungen und Religionsangelegenheiten (arabisch وزارة الأوقاف والشؤون الدينية, DMG Wizārat al-Auqāf wa-š-Šuʾūn ad-Dīnīya; engl. Ministry of Endowments & Religious Affairs; Abk. MARA) des Sultanats von Oman ist die für die Überwachung und Regelung aller Angelegenheiten im Zusammenhang mit religiösen Stiftungen (waqf) und religiösen Angelegenheiten verantwortliche Regierungsstelle in Oman. Sein Sitz ist in der Hauptstadt Maskat.
Unter seinem jetzigen Namen besteht es seit 1997, vorher war es mit dem Justizministerium des Landes verbunden. Minister für religiöse Stiftungen und Religionsangelegenheiten ist Sheikh Abdullah bin Mohammed al-Salmi.
Vom Ministerium herausgegeben wurden unter anderem Monographien zu den Ibaditen und zum Oman, von 2003 bis 2010 die 'islamische Kultur-Zeitschrift' al-Tafahom (Verständnis) und von 2011 bis 2014 auch ihre Nachfolgerin al-Tasamoh (Toleranz).